# Masonia inversa
Masonia inversa är en fjärilsart som beskrevs av Hans Rebel 1910. Masonia inversa ingår i släktet Masonia och familjen säckspinnare. Inga underarter finns listade i Catalogue of Life.